# Gewog di Shenga Bjime
Il gewog di Shenga Bjime è uno degli undici raggruppamenti di villaggi del distretto di Punakha, nella regione Centrale, in Bhutan.